# Manheim (Kerpen)
Manheim is een plaats in de Duitse gemeente Kerpen, deelstaat Noordrijn-Westfalen en telt, inclusief de 1.375 inwoners van het nieuwe dorp Manheim-neu, 1.414 inwoners (31 december 2020). De grondoppervlakte van Manheim-neu is 55 hectare.
De in de rechtermarge van dit artikel vermelde gegevens betreffen, tenzij anders aangegeven, Manheim-neu.

## Verplaatsing
Het een oppervlakte van 11.740 hectare beslaande, oude dorp Manheim, dat bij het, uit een legende (zie: Arnoldsweiler) uit de 9e eeuw bekende, Bürgewald lag, heeft in de periode 2016-2020 moeten wijken voor de bruinkoolwinning in het Rijnlands bruinkoolgebied. Het bevindt zich in het gebied van de bruinkoolgroeve Hambach. Rond 1975 had het oude dorp circa 1.700 inwoners.
In de jaren 2012-2018, en met name in dat laatste jaar, was Manheim, dat dicht bij het Hambacher Forst ligt, het toneel van grootscheepse, en (stand: 2020) grotendeels succesvolle, protestacties door milieu- en klimaatactivisten tegen de verdere bruinkoolwinning door de elektriciteitsmaatschappij RWE. Zie onder: Hambach (bruinkoolmijn).
Eind 2020 woonden in het oude dorp Manheim nog 39 personen. Uit de oude, in 1900 gebouwde en in 2019 aan de eredienst onttrokken, Albanus- en Leonharduskerk zijn enkele monumentale delen, waaronder de glasramen en het altaar, verwijderd om in de nieuwe kapel van Manheim-neu te worden ingebouwd (inwijding 2e halfjaar 2021). Het nieuwe dorp Manheim-neu, een typisch woondorp met veel vrijstaande bungalows, werd vanaf 2011 gebouwd op een locatie met de oorspronkelijke naam Kerpen-Dickbusch, ten noordwesten van het bestaande dorp Kerpen-Langenich, veel dichter bij het stadje Kerpen dan het oude dorp.
Waarschijnlijk zal in 2022 of 2023 de oude kerk als laatste gebouw van het oude dorp Manheim gesloopt worden.

## Autosport

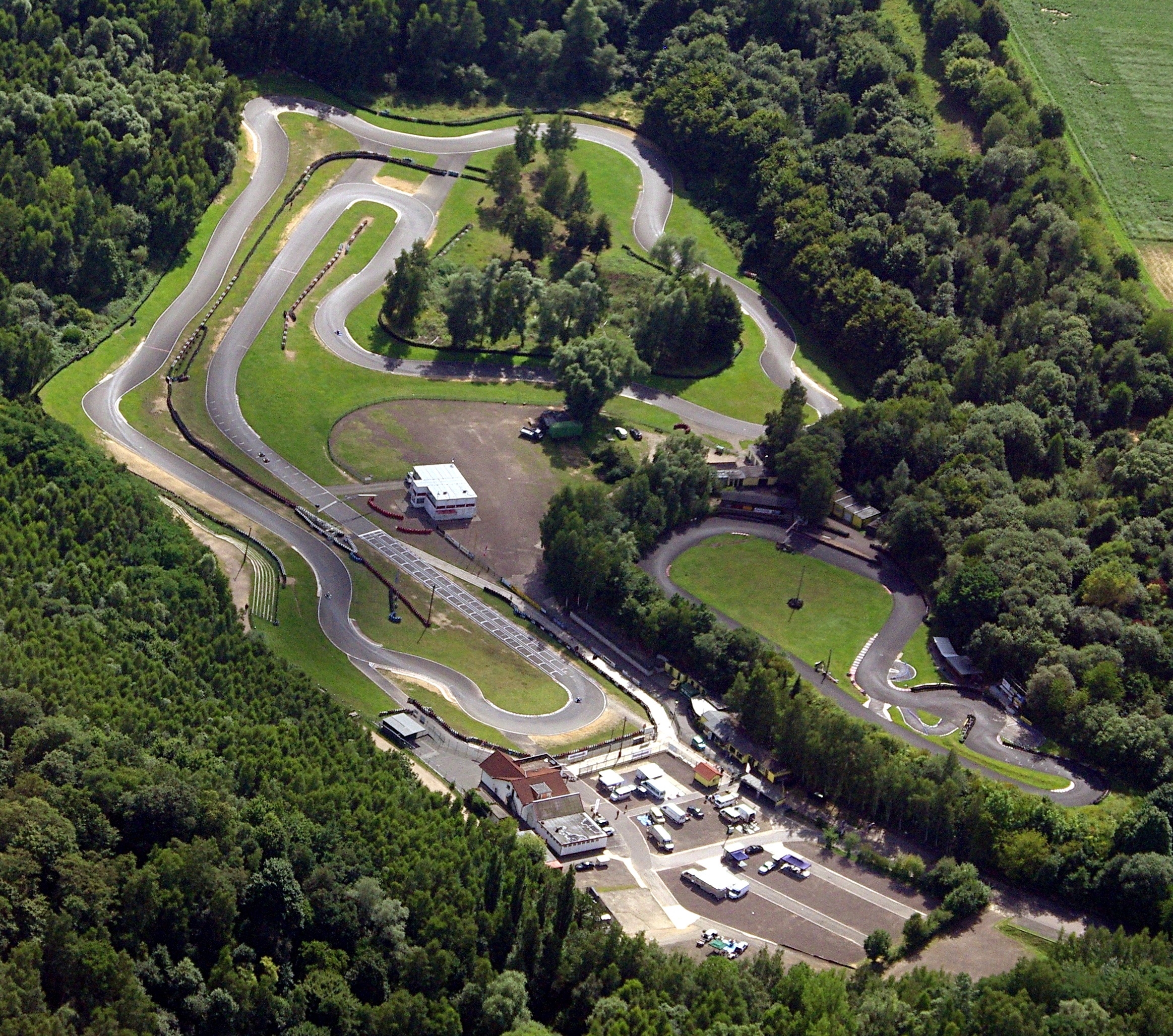
Kartbaan Erftlandring

Manheim is verbonden met een bekende kartbaan met de naam Erftlandring en zodoende met diverse bekende autocoureurs, die er in hun jeugd raceten en zo de benodigde vaardigheden voor hun sport opdeden. Eén van hen was Michael Schumacher, die in augustus 1995 ietwat afzijdig van het media-circus in het gemeentehuis van Kerpen-Monheim in het huwelijk trad. Ook o.a. Sebastian Vettel leerde er reeds als jongetje karten. Ook deze in 1980 aangelegde Erftlandring, met 1.107 meter de langste permanente kartbaan van Duitsland, gelegen in een voormalige grindgroeve aan een bosrand, zou oorspronkelijk door de bruinkoolwinning van de dagbouw Hambach hebben  moeten verdwijnen, maar de beslissing van 6 oktober 2018, om de boskap van het Hambacher Forst niet door te laten gaan, en de latere stop op de verdere bruinkoolwinning op deze locatie, heeft tot het behoud van deze kartbaan geleid. De kartclub, die de baan exploiteert, had reeds voorbereidingen voor een verplaatsing van de baan getroffen, en heeft van RWE een ruimhartige financiële compensatie ontvangen.

## Galerij

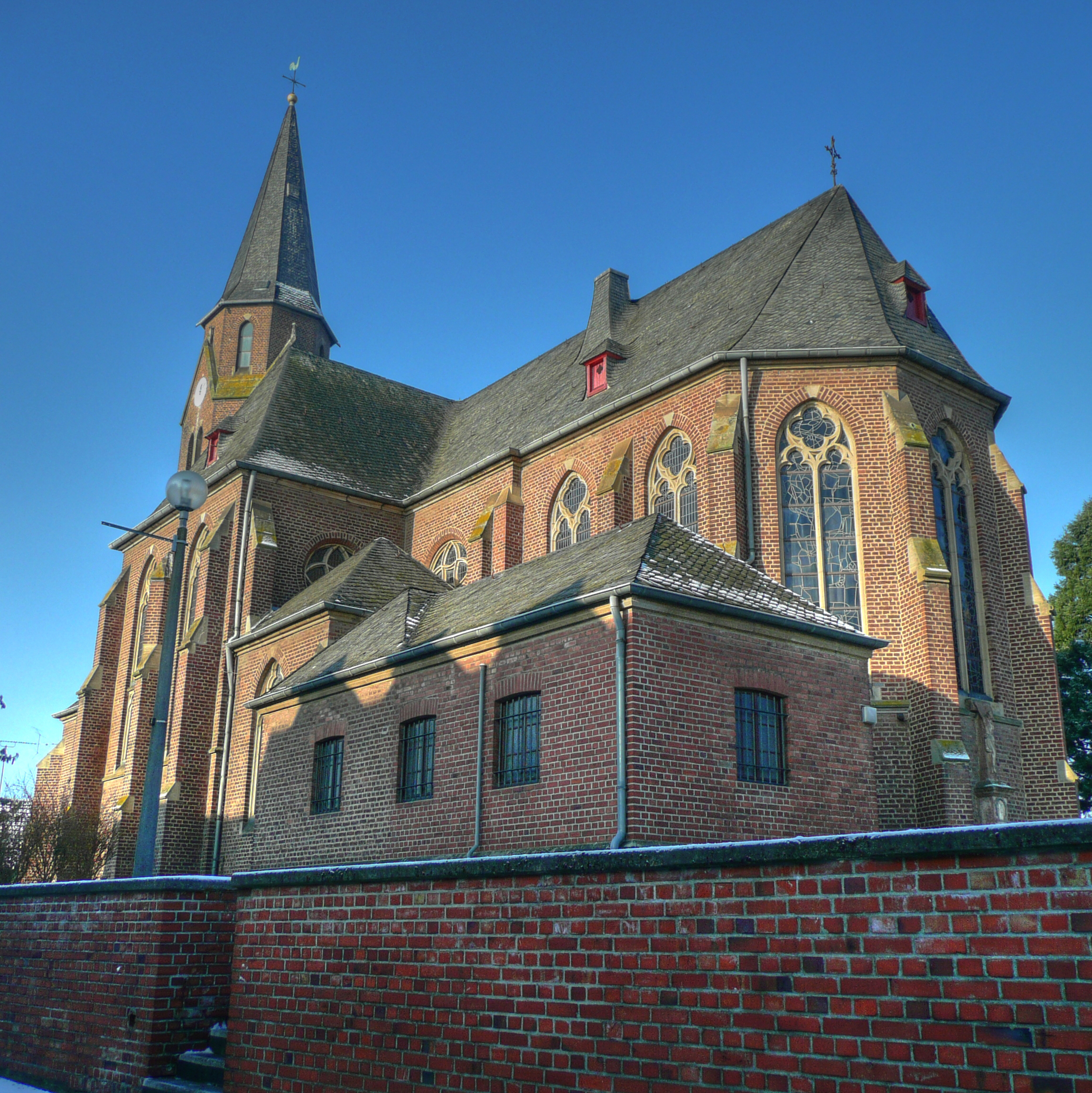
De aan de heiligen Albanus en Leonhardus gewijde R.K. kerk in het oude dorp
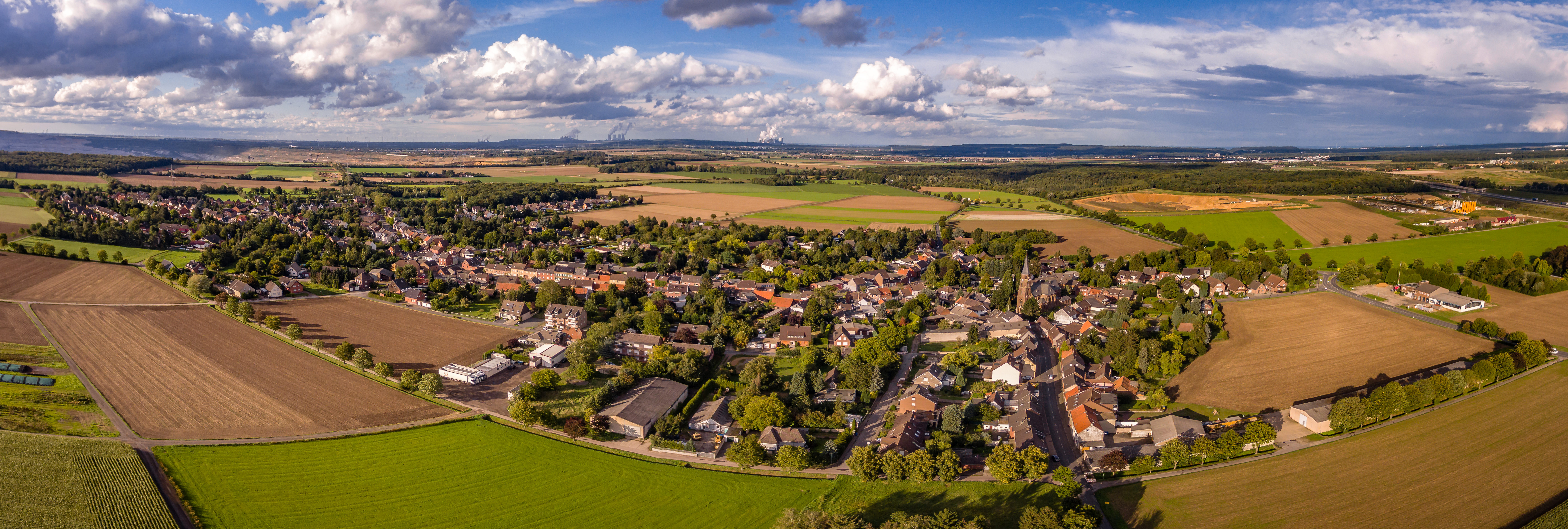
Het oude dorp Manheim voor de sloop (2015)
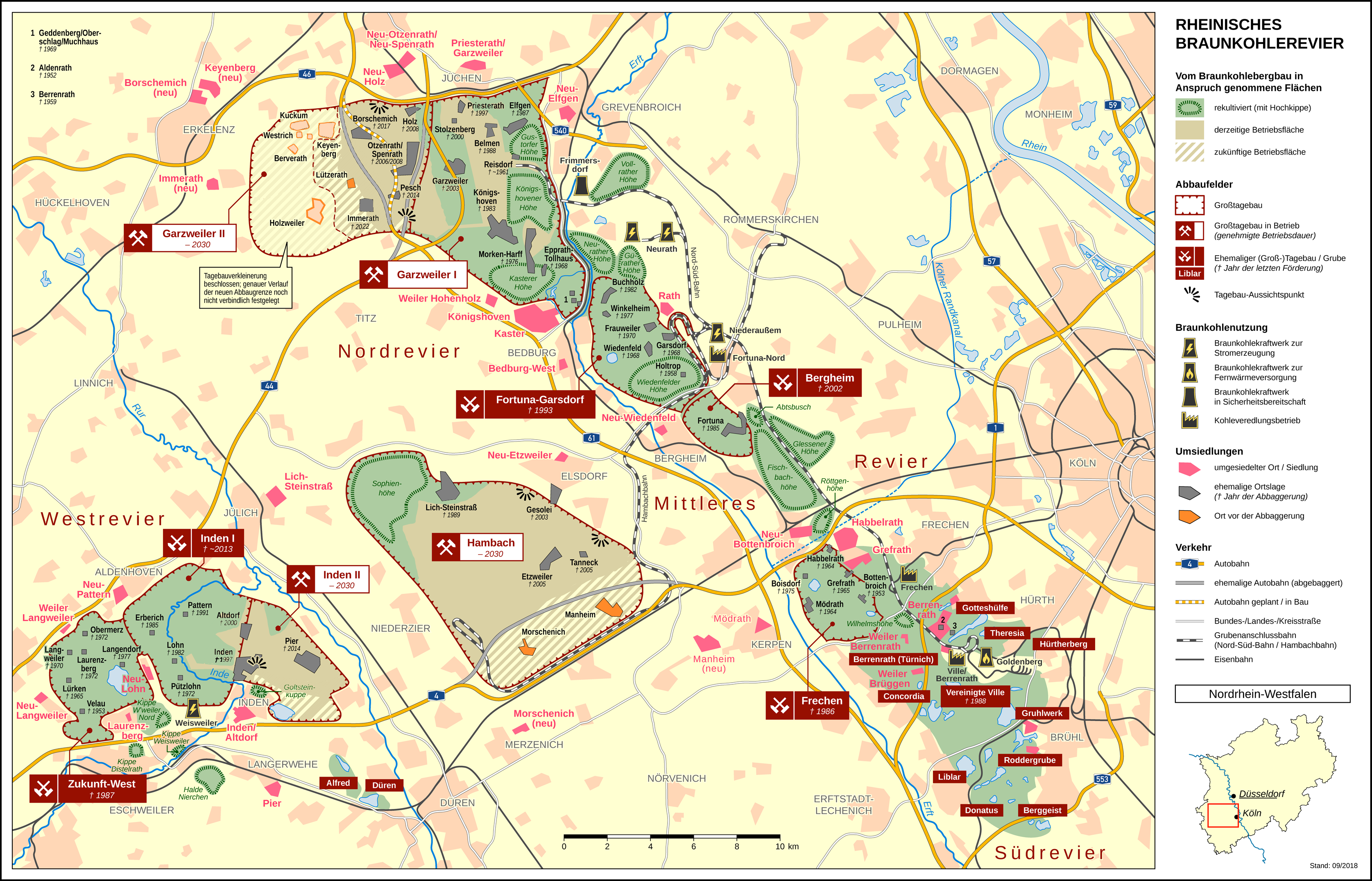
Kaart bruinkoolgebied. Zie midden onder: de oranje vlek is het oude, de roze vlek meer oostelijk is het nieuwe Manheim.
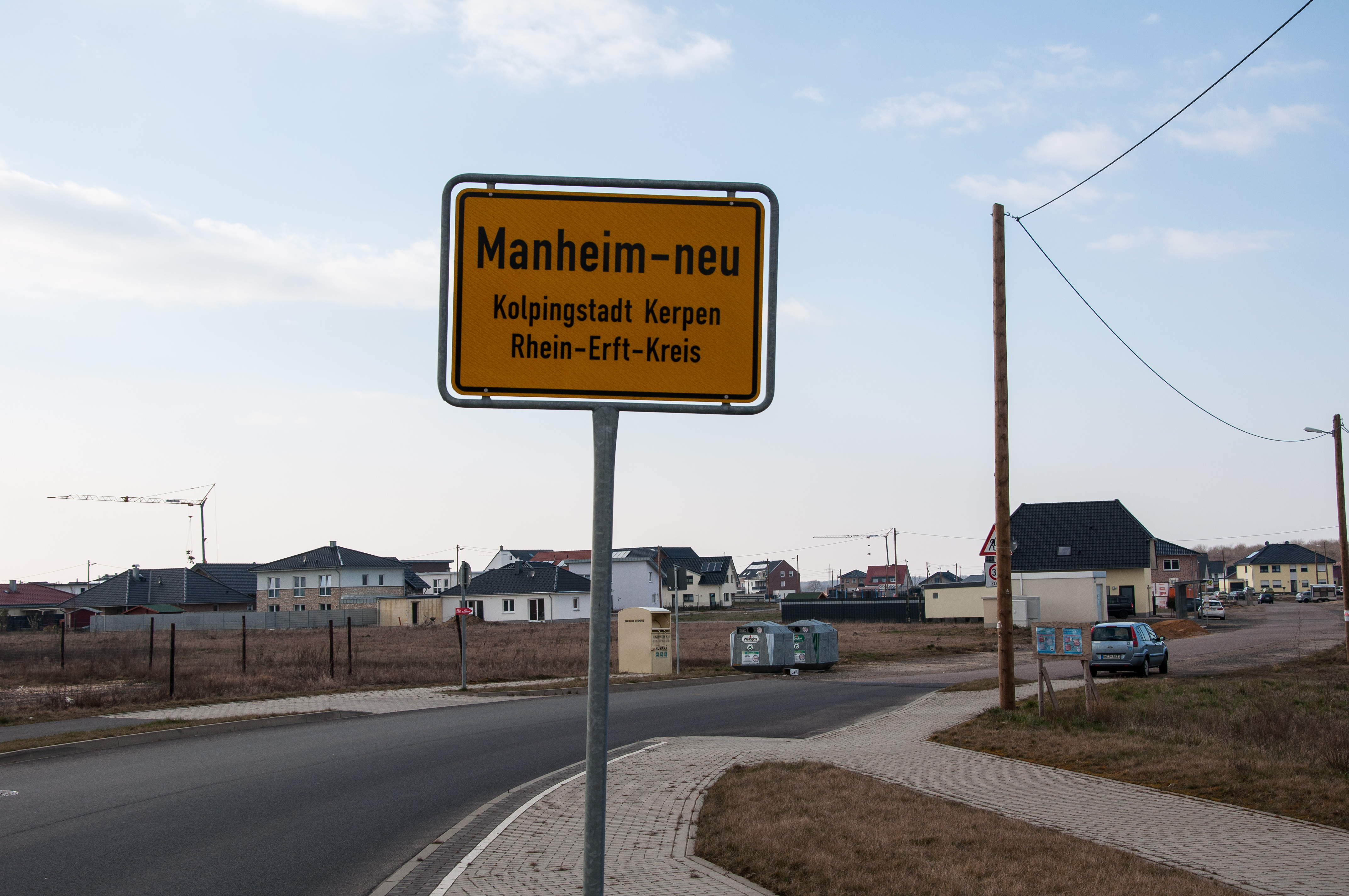
Manheim-neu in aanbouw